# Evelyn Williamson
Evelyn Catherine Laura Williamson (Hamilton, 30 agosto 1971) è una triatleta neozelandese.

## Carriera
Nel 1998 ha vinto la medaglia di bronzo ai mondiali di Losanna con un tempo di 2:08:12, dietro la campionessa uscente, l'australiana Joanne King (2:07:24), e l'australiana Michellie Jones (2:08:03), entrambe autrici di una migliore frazione a piedi.
Esordisce in gare di coppa del mondo nel 1995 con un buon 5º posto nella gara di Auckland. L'anno successivo arriva 4º assoluta a Sydney e a Auckland, 6° nella gara di Noosa ed 11° ad Ishigaki. Ai mondiali di Cleveland non va oltre un 16º posto. Partecipa, sempre nel 1996, ai campionati del mondo long distance (unica apparizione), previsti a Muncie e vinti dall'americana Karen Smyers, classificandosi al 28º posto con un tempo di 4:35:33.
Nel 1997 ottiene un 7º posto nella gara di Auckland, arriva quindi 10° a Gamagori, 11° a Sydney, 13° a Monte Carlo, 19° ad Embrun e 20° ad Hamilton.
Nel 1998, anno delbronzo ai mondiali, si classifica tre volte tra le prime 10, 7° a Tiszaujvaros, 8° a Gamagori e 10° a Zurigo. Nell'anno pre-olimpico ottiene dei buoni piazzamenti a Tiszaujvaros (7° assoluta) e a Noosa (9° assoluta). Ai mondiali di Montreal arriva al 16º posto.
Nel 2000 oltre alle olimpiadi, gareggia ai mondiali di Perth con un deludente 33º posto finale e sfiora il podio nella gara di coppa del mondo di Losanna (4° assoluta).
Nel 2001 partecipa ai mondiali di Edmonton, conseguendo il 9º posto assoluto finale. Giunge al 9º posto anche nella gara di Corner Brook. Nello stesso anno vince l'ITU Event di Nuenen e arriva 2º a quello di Zundert, entrambe le gare in Olanda.
Ai Giochi del Commonwealth di Manchester del 2002 si classifica al 10º posto assoluto con un tempo di 2:07:27.
Torna a gareggiare nel 2004, vincendo una gara della coppa d'Asia a Macau, raggiungendo il gradino più basso del podio nella gara di coppa Europa di Holten e classificandosi al 25º posto ai mondiali di Madeira, vinti dall'americana Sheila Taormina.
Si classificherà negli anni successivi 23° ai mondiali di Gamagori del 2005, 18° ai mondiali di Losanna del 2006 e 45° ai mondiali di Amburgo del 2007.

### Le Olimpiadi
Sydney 2000: Evelyn ha rappresentato la Nuova Zelanda alla prima olimpiade di triathlon, unica triatleta neozelandese in gara. Nella prima frazione esce dall'acqua in 20'01" lamentando un ritardo di quasi un minuto dalle prime. Non è riuscita a colmare nella seconda frazione il gap di ritardo. Nella frazione podistica finale corre i 10 km previsti in 38'07", classificandosi al 22º posto assoluto.